# Acalolepta subsulphurifer
Acalolepta subsulphurifer là một loài bọ cánh cứng trong họ Cerambycidae.